# Asile de Charenton

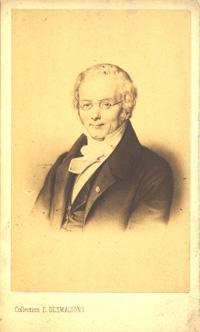
Jean-Etienne Dominique Esquirol, Chefarts asile de Charenton in 1825

Het Asile de Charenton of Hôpital Esquirol is een Frans psychiatrisch ziekenhuis in de gemeente Saint-Maurice, in het Franse departement Val-de-Marne.

## Ontstaan
Het werd dankzij een donatie van Sébastien Leblanc opgericht in 1641.
Het ziekenhuis bestond oorspronkelijk uit 5 bedden voor zieken uit Parijs en zijn randgemeenten.
In 1645 namen de Broeders van Liefde de uitbating van het ziekenhuis op zich en breidde het aantal bedden uit naar 120.
10 broeders stonden in voor het beheer, verder waren nog een 30-tal meiden en bedienden in dienst.
Het ziekenhuis werd in 1660 als een van de eerste ziekenhuizen in Frankrijk gespecialiseerd in de zorg voor psychiatrische patiënten, maar daarnaast verbleven ook veroordeelden in het ziekenhuis.
In de 18e eeuw werden de patiënten opgedeeld in groepen op basis van de aard en de ernst van hun ziekte.
Het ziekenhuis werd in 1792 gesloten als gevolg van de ontchristening tijdens de Franse Revolutie, de patiënten werden verspreid over het land en het ziekenhuis werd gebruikt als gevangenis.
In 1797 werd het ziekenhuis heropend onder de bevoegdheid van het ministerie van binnenlandse zaken;
In 1810 was het ziekenhuis terug in katholieke handen en verzorgde het 328 patiënten.

### Bekende patiënten
Het was van 1802 tot zijn overlijden in 1814 de gedwongen verblijfplaats van de Markies de Sade. François Devienne werd in 1803 opgenomen en stierf er hetzelfde jaar.

## Psychiatrie in Frankrijk tijdens de Verlichting en de Franse revolutie

### Voor de Franse Revolutie.
Frankrijk is koploper wat de zorg voor psychiatrische patiënten betreft.
Reeds in 1656 stichtte Lodewijk XIV twee grote hospitalen voor zieken, misdadigers, thuislozen en krankzinnigen nl. Bicêtre en Salpêtriere.
In Salpêtrière verbleven alleen vrouwen, in Bicêtre alleen mannen.
Deze instellingen kregen de noemer van algemene hospitalen, dit waren echter geen ziekenhuizen, maar instellingen waar de mensen werden opgesloten, zonder enige vorm van therapie of behandeling. Het hoofddoel was om ze af te schermen van de samenleving, van andere mensen omdat ze gezien werden als gevaar.
Deze twee gestichten stonden bekend om hun ellendige taferelen, de patiënten werden gegeseld en vastgeketend en leefden er in zeer slechte hygiënische omstandigheden.
In verhouding tot het aantal patiënten was het aandeel psychiatrische patiënten niet erg groot.
Er waren meer bedden voor bedelaars, bejaarden en organisch zieken, deze instellingen kunnen dus niet de stempel krijgen van louter psychiatrische inrichting.
Veel “krankzinnigen” werden thuis opgesloten of aan een ketting gehangen. De familie was in die tijd verantwoordelijk voor de verzorging van de patiënt, niet de gemeenschap.
De familie betaalde ook voor het verblijf in de gestichten.
Geesteszieken werden ook opgesloten in armenhuizen verspreid over het hele land.
De medische studenten van die tijd leerden zeer weinig over geestesziekten, er was een algemeen gebrek aan kennis.

### Tijdens de verlichting
Tijdens de verlichting was men van mening dat de toepassing van de rede veel kon doen ter verbetering van de therapeutische methoden van vroegere generaties.
Dit was onderdeel van een breder programma van verbetering op sociaal, politiek en medisch vlak. Men was van mening dat geesteszieken konden genezen door gebruik te maken van rationele therapeutische filosofieën.

### Spilfiguren

#### Philippe Pinel
Philippe Pinel werd in 1745 geboren als oudste zoon in een arm gezin. Hij werd aanzien als het toonbeeld van een selfmade arrivist die door de Franse Revolutie naar de voorgrond getreden was.
Hij was doordrongen van de psychologie van de verlichtingen de progressieve sociale filosofie. Hij was een reformistische idealist en was erg overtuigd van behandelingen van menslievende en therapeutische aard. Hij koesterde de hoop dat psychiatrische patiënten met behulp van psychologische therapie konden terugkeren naar de maatschappij.
Hij heeft roem verworven als diegene die een halt toeriep aan het ketenen en geselen van de krankzinnigen in Bicêtre en Salpêtrière.
In 1795 werd hij directeur van Salpêtrière.
Hij pleitte voor een aparte afdeling van het hospitaal voor psychiatrische patiënten.

#### Jean-Etienne Esquirol
Jean-Etienne Esquirol, geboren in Toulouse als zoon van een invloedrijke familie die door de Franse Revolutie arm geworden was.
Hij was een leerling van Pinel, hij volgde les in Salpêtrière.
Hij kreeg de bijnaam “kroonprins van de reformistische psychologie”.
In 1802 schreef hij een proefschrift over de rol van hartstochten bij psychiatrische patiënten. In 1811 werd hij beheerder van de psychiatrische afdeling van Salpêtrière.
Om de bedenkingen van Pinel kenbaar te maken aan het brede publiek, gaf Esquirol vanaf 1817 colleges psychiatrie aan medische studenten.
In 1825 werd Esquirol chefarts van het “asile de Charenton”.